# Карозіно
Карозіно (італ. Carosino, сиц. Carosinu) — муніципалітет в Італії, у регіоні Апулія,  провінція Таранто.
Карозіно розташоване на відстані близько 450 км на схід від Рима, 90 км на південний схід від Барі, 15 км на схід від Таранто.
Населення — 7068 осіб (2014).
Щорічний фестиваль відбувається 3 лютого. Покровитель — san Biagio.

## Демографія
Населення за роками:

Станом на 1 січня 2023 року в муніципалітеті офіційно проживало 98 іноземців з 25 країн, серед них 18 громадян країн Євросоюзу та 1 громадянин України.

## Сусідні муніципалітети
- Гроттальє
- Монтеязі
- Монтепарано
- Сан-Джорджо-Йоніко
- Таранто